# Crisis de seguridad de Ecuador (2020-presente)
Desde finales de 2020, Ecuador ha sufrido un conflicto entre organizaciones criminales con conexiones al narcotráfico conocido también como crisis de inseguridad. Los conflictos iniciaron luego del asesinato de Jorge Luis Zambrano, líder de la banda criminal Los Choneros, considerada una de las más antiguas y peligrosas del país. Zambrano fue asesinado el 28 de diciembre de 2020 y su muerte llevó a que las agrupaciones criminales conocidas como Los ChoneKillers, Los Lobos, Los Pipos y Los Tiguerones, que funcionaban como subestructuras de Los Choneros, se separaran de la banda e iniciaran una guerra contra sus antiguos líderes por el control de los centros carcelarios del país y del tráfico de drogas a través de una serie de masacres y otros hechos delictivos.
La ola de violencia ha generado un marcado despunte en el número de asesinatos en el país. En 2021, la tasa de homicidios intencionales alcanzó el 14,04 por cada 100 000 personas y un saldo de 2497 muertes violentas (la mayor desde 2011), en comparación con una tasa de 7,8 en 2020. Estas cifras han continuado aumentando en 2022, cerrando dicho año con una tasa de homicidios de 25 por cada 100.000 habitantes y un saldo de 4603 muertes violentas. El dato más reciente de 2023 dicta que este cerró con una tasa de 40 homicidios por cada 100.000 habitantes y un saldo de cerca de 7592 muertes violentas. La zona del país más violenta es la denominada "Zona 8", que aglutina a los cantones de Guayaquil, Durán y Samborondón. La misma vio 53 asesinatos entre enero y febrero de 2021 y 162 en el mismo periodo de 2022.
En 2023, en la zona 8 que comprende a Guayaquil, Durán y Samborondón, entre el 1 de enero y el 24 de abril, se reportaron cerca de 730 muertes violentas, siendo el lugar más violento del país.
El foco de la violencia se ha desarrollado dentro de los centros carcelarios del país, con hechos como la Masacre carcelaria del 23 de febrero o la Masacre de la Penitenciaría de Guayaquil del 28 de septiembre, ambas ocurridas en 2021 y la segunda considerada la quinta masacre carcelaria más sangrienta en la historia de América Latina. En total, 503 reos fueron asesinados en el país solo durante 2021. Sin embargo, la ola de violencia también se ha manifestado fuera de las cárceles.

## Antecedentes

### Asesinato de Jorge Luis Zambrano
Jorge Luis Zambrano fue un criminal ecuatoriano, líder de la banda Los Choneros desde el 2007 hasta 2020, Su asesinato ocurrió el 28 de diciembre del 2020 en un centro comercial en Manta por un desconocido que disparó a quemarropa contra el. Después de la muerte de Jorge Luis Zambrano, su sucesor José Macías Villamar alias "Fito" provocó que los subgrupos que funcionaban como parte de Los Choneros se dividieran e inicien una guerra por el liderazgo.

## Cronología de eventos

### 2021

#### Febrero
- 23 de febrero: Se produce la Masacre carcelaria de Ecuador del 23 de febrero de 2021, que dejó 79 reos asesinados y se produjo de forma simultánea en la Cárcel de Turi, la Penitenciaría del Litoral y las cárceles regionales de Latacunga y de Guayas.[12] La masacre fue perpetrada por miembros de las bandas Los ChoneKillers, Los Lobos, Los Pipos y Los Tiguerones en contra de Los Choneros, organización de la que antes formaban parte.[2]

#### Marzo
- 5 de marzo: El ministro de gobierno, Patricio Pazmiño, presenta su renuncia al cargo.[13]

- 31 de marzo: Durante un operativo policial en Guayaquil se arresta a cinco miembros de la banda Los Choneros.[14]

#### Abril
- 28 de abril: Enfrentamientos entre integrantes de Los Choneros y Los Lobos en la Penitenciaría del Litoral dejan un saldo de cinco reos fallecidos y doce heridos.[15]

#### Mayo
- 29 de mayo: El líder de la banda Chone Killers, conocido como Ben10, es puesto en libertad luego de que el fiscal que llevaba su caso se abstuviera de acusarlo.[16]

#### Junio
- 4 de junio: Durante un operativo policial en distintos sectores de Guayaquil, se logra la captura de catorce integrantes de Los Choneros.[17]

- 8 de junio: Dos barcos pesqueros son atacados con explosivos e incendiados en la parroquia Posorja, perteneciente a Guayaquil. Al menos una de ellas habría sido propiedad de un cabecilla de Los Choneros.[18]

- 13 de junio: Se producen enfrentamientos entre bandas en la Penitenciaría del Litoral que dejan un fallecido y seis heridos.[19]

#### Julio
- 21 de julio: Se producen masacres simultáneas en la Penitenciaría de Guayaquil y en la Cárcel Regional de Latacunga. Los hechos dejaron 27 reos asesinados. En el caso de la Penitenciaría del Litoral, los enfrentamientos habrían empezado luego de que miembros de Los Choneros atacaran a Los Lobos, lo que provocó que ellos asesinaran a reos que trabajaban en el huerto de la cárcel y que eran supuestamente aliados de Los Choneros. Esto a su vez desató los enfrentamientos en Latacunga.[20][21]

- 22 de julio: Producto de la masacre ocurrida un día antes, el presidente Guillermo Lasso cesa del cargo a Edmundo Moncayo, director del Servicio Nacional de Atención Integral a Personas Privadas de la Libertad (SNAI). En su lugar es nombrado Fausto Cobo.[22]

#### Septiembre
- 13 de septiembre: Se produce un ataque con drones contra la Cárcel Regional Guayas. Los dispositivos generaron explosiones en el centro carcelario en un intento por asesinar a Adolfo Macías y Júnior Roldán, líderes de Los Choneros.[23][24]

- 27 de septiembre: Fausto Cobo deja su puesto de director del SNAI luego de que el presidente Guillermo Lasso lo nombrara director del Centro de Inteligencia Estratégica. En su lugar es nombrado Bolívar Garzón Espinosa.[22]

- 28 de septiembre: Se produce la Masacre de la Penitenciaría de Guayaquil de septiembre de 2021. La misma dejó 123 reos asesinados,[25] lo que la convirtió en la mayor masacre carcelaria en la historia del país y la quinta en la historia de América Latina.[26][2]
- 29 de septiembre: Se dicta estado de excepción en el sector penitenciario por sesenta días mediante decreto ejecutivo 210.[27]

#### Octubre
- 14 de octubre: Cuatro reclusos son hallados ahorcados en la Penitenciaría del Litoral.[28]

- 22 de octubre: El velocista olímpico Álex Quiñónez muere como víctima colateral en un ataque de sicarios en el sector de Colinas de la Florida, al norte de Guayaquil.[29]

- 23 de octubre: Siete reclusos son hallados ahorcados en la Penitenciaría del Litoral.[30]

- 28 de octubre: El presidente Guillermo Lasso declara un estado de excepción con duración de 60 días para afrontar la crisis de seguridad.[1] El estado de excepción permitió que militares salieran a patrullar las principales ciudades.[31]

#### Noviembre
- 2 de noviembre: Se produce una balacera en la Penitenciaría del Litoral que deja tres reos fallecidos.[32]

- 6 de noviembre: Durante un operativo policial en Machala, cinco miembros de la banda Los Lobos son detenidos.[33]

- 10 de noviembre: Álex Salazar, líder de la banda Los Tiguerones, es liberado de la Penitenciaría del Litoral luego de cumplir el 60% de su pena.[34]

- 10 de noviembre: Luego de la salida de Álex Salazar, se producen enfrentamientos en la Penitenciaría del Litoral que dejan un saldo de tres fallecidos.[35]

- 12 de noviembre: Tres reos que habían escapado de la Penitenciaría del Litoral son capturados en la madrugada cuando intentaban reingresar al centro carcelario trayendo un arsenal de fusiles, municiones, granadas y dinamita.[36]

- 12 de noviembre: Se produce la Masacre de la Penitenciaría de Guayaquil de noviembre de 2021. La misma dejó 65 reos asesinados y se inició cuando integrantes de Los Choneros atacaron el pabellón 2 de la penitenciaría, que se encontraba bajo el control de la banda Chone Killers.[25][37] Mientras los Choneros centraban sus ataques contra el pabellón 2, reos de los otros pabellones atacaron el área transitoria de la penitenciaría, que terminó siendo el lugar en el que se produjeron la mayor cantidad de asesinatos.[38]

- 14 de noviembre: Bolívar Garzón Espinosa, director del Servicio Nacional de Atención Integral a Personas Privadas de la Libertad (SNAI), presenta su renuncia al cargo. El presidente Lasso le encarga el puesto temporalmente a Fausto Cobo.[39]

- 17 de noviembre: Michelle Macías, hija de Adolfo Macías, quien era uno de los líderes de la banda de Los Choneros, es secuestrada en Manta junto a una compañera luego de salir de clases.[40]

- 21 de noviembre: Michelle Macías, la hija de Adolfo Macías que había sido secuestrada días antes, es rescatada por la Unidad Nacional de Investigación Antisecuestros y Extorsión.[41]
- 28 de noviembre: Se dicta estado de excepción en el sector penitenciario por sesenta días mediante decreto ejecutivo 276.[27]

#### Diciembre
- 8 de diciembre: El presidente Guillermo Lasso nombra a Pablo Ramírez como nuevo director del Servicio Nacional de Atención Integral a Personas Privadas de la Libertad (SNAI).[22]

- 16 de diciembre: El presidente Guillermo Lasso firma el decreto ejecutivo Nª 294 por el cual crea una Comisión para el Diálogo Penitenciario y Pacificación.[42] Adicionalmente se disponen varias medidas, incluyendo agilizar trámites de prelibertad, indultos para reos con enfermedades catastróficas, y otras medidas contra el hacinamiento carcelario.[27]

### 2022

#### Enero
- 21 de enero: Se produce una masacre en el sector de la Playita del Guasmo, al sur de Guayaquil, luego de que 15 sujetos llegaran en lanchas y dispararan contra personas que se encontraban en una cancha deportiva. El hecho dejó 5 fallecidos y 9 heridos.[43][44][45]

- 23 de enero: La general Tannya Varela, comandante general de la Policía Nacional, es cesada del cargo por el presidente Guillermo Lasso. El cargo pasa al general Carlos Fernando Cabrera.[46]

#### Febrero
- 1 de febrero: Se produjo una balacera en la Cooperativa Unión de Bananeros, el hecho dejó un muerto y 4 heridos.[47]

- 4 de febrero: Allanamientos simultáneos en las ciudades de Guayaquil, Quito, Quevedo y Samborondón llevan a la captura de diez miembros de la banda Los Lobos.[48]

- 11 de febrero: Se produce un nuevo tiroteo en el sector de la Playita del Guasmo, al sur de Guayaquil. El hecho deja cuatro fallecidos y un herido.[49]

- 14 de febrero: Dos cadáveres amanecen colgados de un puente peatonal en Durán. Ambas víctimas presentaban antecedentes penales por narcotráfico.[50]

- 20 de febrero: Un hombre de 21 años es abandonado por desconocidos junto a su hogar, en el norte de Guayaquil, con un aparato explosivo amarrado a su cabeza, el mismo explotó instantes después y esparció sus restos en un radio de 30 metros.[51]

#### Marzo
- 6 de marzo: Siete personas son asesinadas y tres heridas tras un ataque de sicarios en el sector de Las Malvinas, al sur de Guayaquil.[52]

- 11 de marzo: Durante un operativo policial en Quevedo, cuatro integrantes de la banda Los Choneros son detenidos, incluido uno de sus líderes.[53]

- 24 de marzo: Se produce una masacre en el night club Eclipse de la ciudad de Esmeraldas. El hecho dejó cinco personas fallecidas y nueve heridas. En el hecho habrían estado involucradas las bandas Los Tiguerones y Los Gangsters.[54][55][56]

#### Abril
- 3 de abril: Se produce la Masacre de la cárcel de Turi de 2022, que dejó 20 reos asesinados y que se produjo luego de que la banda conocida como R7 atacara a Los Lobos. R7, originaria de Santo Domingo de los Tsáchilas, anteriormente era aliada de Los Lobos e incluso los habían ayudado a obtener el control de Cárcel de Turi durante el ataque a Los Choneros en la Masacre carcelaria de Ecuador del 23 de febrero de 2021.[57][58][59]
- 9 de abril: Tras nueve años de permanecer clausurada, se reabre la Cárcel de máxima seguridad de La Roca, donde son trasladados nueve reos considerados cabecillas de bandas.[27]

- 15 de abril: Manuel F., uno de los líderes de la banda Los Lobos, es arrestado en Ibarra y trasladado a la Cárcel de máxima seguridad La Roca, en Guayaquil.[60]

- 17 de abril: Una familia de 7 integrantes es asesinada en Esmeraldas, incluido un bebé de dos años de edad. El hecho habría sido ordenado por miembros de Los Choneros debido a que dos miembros de la familia asesinada pertenecían a Los Tiguerones.[61]

- 19 de abril: La Comisión para el Diálogo Penitenciario y Pacificación presenta un informe de actividades en que señalan que al menos el 10% de los funcionarios públicos de las cárceles, incluidos policías y militares, son corruptos y reciben pagos por parte de las bandas criminales. También señalaron que las cárceles se habían convertido en centros de castigos y de entrenamiento criminal, que no había control efectivo del Estado y que existían condiciones infrahumanas para adultos mayores y personas LGBT.[62][63]

- 21 de abril: Operativos policiales simultáneos en varios sectores de Guayaquil y Durán resultan en la detención de 28 integrantes de la banda Chone Killers.[64]

- 21 de abril: Júnior Roldán, el segundo al mando de la banda Los Choneros luego de Adolfo Macías, recibe un habeas corpus parcial para poder salir de prisión y ser trasladado a un hospital. Al día siguiente, el juez del caso se retractó y le dio un habeas corpus total, con lo que Roldán quedó libre para regresar a su domicilio y cumplir el resto de su condena de 22 años de reclusión en arresto domiciliario.[65][66] El día de la audiencia, la policía encontró explosivos colocados en el parqueadero de la unidad judicial.[67]

- 22 de abril: Durante un operativo policial denominado Poseidón, la policía arresta a 18 personas que supuestamente formaban parte de la banda Los Tiguerones. Entre los detenidos se encontraban tres policías en servicio activo y el futbolista Gabriel Cortez.[68]

- 22 de abril: Nelsa Curbelo, que ocupaba el puesto de presidenta de la Comisión para el Diálogo Penitenciario y Pacificación, presenta su renuncia a la Comisión.[69]

- 23 de abril: Una ambulancia es baleada mientras se trasladaba de Guayaquil a Milagro. El hecho dejó tres fallecidos y se habría producido luego de que los sicarios creyeran erróneamente que en la ambulancia se encontraba Júnior Roldán, líder de Los Choneros.[70]

- 25 de abril: Se registra un atentado de coche bomba en las afueras de la Penitenciaría del Litoral y de la Cárcel la Roca.[71]

- 25 de abril: Se producen enfrentamientos entre las bandas de Los Choneros y Latin Kings en la Cárcel El Inca, en Quito. Producto de los hechos se registraron 15 reos heridos.[72]

- 29 de abril: Luego de un operativo en varios sectores de Guayaquil, la policía detiene a catorce miembros de la banda Los Fatales, considerada el brazo armado de Los Choneros.[73]

- 29 de abril: El presidente Guillermo Lasso declara un estado de excepción de 60 días en las provincias de Guayas, Manabí y Esmeraldas por la crisis de seguridad. La medida incluyó la instauración de un toque de queda en algunos de los barrios más conflictivos.[74]

#### Mayo
- 9 de mayo: Se produce la Masacre de la cárcel de Santo Domingo, que dejó 44 reos asesinados y se produjo por enfrentamientos entre las bandas Los Lobos y R7. En medio de los disturbios, 220 reos escaparon de la cárcel.[75]

#### Junio
- 16 de junio: La Comisión de Pacificación Carcelaria entrega su informe al Presidente de la República y culmina su funcionamiento.[27]

#### Agosto
- 14 de agosto: Una explosión en el sector de Cristo del Consuelo, en Guayaquil, deja cinco fallecidos y 16 heridos. El ministro Patricio Carrillo Rosero atribuyó el atentado a las organizaciones criminales.[76][77]

#### Septiembre
- 2 de septiembre: Enfrentamientos en la Penitenciaría del Litoral dejan un saldo de tres heridos, el hecho ocurrió en la noche del viernes 2 de septiembre.[78][79]

- 3 de septiembre: La activista Jéssica Martínez es asesinada luego de denunciar ante la policía a organizaciones criminales que intentaban extorsionar a trabajadoras sexuales transgénero de Ambato.[80]

#### Octubre
- 3 de octubre: Se presenta una masacre en la penitenciaria de la provincia de Cotopaxi dónde está recluido el narcotraficante Leandro Norero, provocando su deceso.[81]

#### Noviembre
- 1 de noviembre: Varios ataques se registraron en Guayaquil y Esmeraldas que dejaron 5 agentes abatidos y un muerto, el presidente Guillermo Lasso declaró estado de excepción por grave conmoción interna y un toque de queda a partir de las veintiún horas hasta las cinco de la mañana.

#### Diciembre
- 21 de diciembre: Javier Pincay, candidato a la Alcaldía de Portoviejo para las elecciones seccionales de 2023, fue víctima de un ataque armado en el que recibió varios impactos de bala mientras se encontraba en un acto de campaña. Pincay sobrevivió al atentado y semanas después fue electo en el cargo.[82]
- 29 de diciembre: Una explosión alarmaría a los moradores de Urdesa, norte de Guayaquil. El artefacto estallaría en la madrugada del 29 de diciembre, afortunadamente la explosión no dejaría víctimas mortales.

### 2023

#### Enero
- 6 de enero: Un atentado contra Carlos Kada se registró en la ciudadela Kennedy Norte, en el norte de Guayaquil. Sujetos armados a bordo de un vehículo blanco dispararon en 20 ocasiones contra el auto blindando de Kada. Un hombre, ajeno al ataque, fallecería en un hospital tras recibir un disparo en el pecho.[83]
- 11 de enero: Hombres armados llegaron antes de las 04:00 al área de emergencia de un hospital privado en el norte de Guayaquil para acabar con la vida de Carlos Kada, quien hace unos días sufrió un atentado en la Kennedy Norte. Inmediatamente, se produjo una balacera dentro de la casa de salud. En el tiroteo fallecería uno de los custodios de Kada, al interior de un ascensor. La balacera se extendería hasta los exteriores del hospital, sin dejar víctimas esta vez.[84]
- 21 de enero: Seis sujetos, dsfrazados de policías, ingresaron a una hacienda ubicada en Pedro Carbo, en la provincia de Guayas y arremetieron contra tres personas que se encontraban en el interior, entre ellas, Carlos Kada. Kada, quien habría sobrevivido a dos atentados, finalmente falleció en este ataque armado, además, fallecerían una mujer y un hombre.[85]

#### Febrero
- 4 de febrero: Omar Menéndez, candidato a la Alcaldía de Puerto López, fue asesinado la noche previa a la jornada electoral del 5 de febrero de 2023, mientras se encontraba con su comitiva del Movimiento Revolución Ciudadana preparando los detalles para el día de las elecciones.[86] A pesar de su muerte, Menéndez fue electo en el cargo.

#### Marzo
- 20 de marzo: Un dispositivo oculto en una memoria USB le llegó al periodista Lenin Artieda, entrevistador del canal de televisión Ecuavisa y detonó al ser insertado en una computadora. Sobres similares les llegaron a otros periodistas de diferentes medios de comunicación.[87]

#### Abril
- 1 de abril: En cadena nacional, el presidente de la República Guillermo Lasso autoriza el porte de armas de uso civil (como el gas pimienta). Además, decretó estado de excepción en los cantones de Guayaquil, Durán y Samborondón y las provincias de Santa Elena y Los Ríos desde la 1:00 AM hasta las 5:00 AM. Esta medida fue tomada debido a la creciente ola de inseguridad que azota esos lugares.
- 11 de abril: En horas de la mañana, en un puerto pesquero de la provincia de Esmeraldas, cerca de 20 hombres armados a bordo de lanchas dispararon en contra de pescadores y comerciantes que estaban en el lugar, dejando un saldo de 9 fallecidos.
- 29 de abril: Un ataque armado el sur de Guayaquil dejó diez muertos y dos heridos. Sujetos llegaron a un taller ubicado en las calles Gómez Rendón y la 14, para luego arremeter brutalmente contra un grupo de personas que veían un partido de fútbol en la televisión.[88]

#### Mayo
- 15 de mayo: El alcalde de Durán, Luis Chonillo, fue víctima de un ataque armado contra su caravana, mientras se movilizaba a la sesión inaugural del Concejo Municipal de Durán. El funcionario salió ileso del ataque, sin embargo el hecho dejó dos personas asesinadas (un servidor policial y una víctima colateral) y otras cuatro resultaron heridas.[89]
- 23 de mayo: Dos internos aparecieron sin vida en la cárcel de El Rodeo en Portoviejo.[90]

#### Junio
- 18 de junio: En horas de la noche se registró un violento enfrentamiento entre delincuentes y moradores en el Comité de Pueblo, en Quito, según se pudo observar en varios videos en redes sociales, los vecinos lanzaron bombas molotov y piedras hacia los delincuentes, en el ataque un antisocial fue abatido, un sospechoso fue herido y se capturó a un hombre.[91]
- 20 de junio: Una bomba explotó cerca de un centro médico en Urdesa Central, al norte de Guayaquil, según datos policiales, el ataque sería como represalia a la liberación de un directivo de ese centro médico. También antisociales incendiarían un vehículo de alta gama en la vía Samborondón, al norte de la urbe.[92]
- 22 de junio: Una nueva alerta de bomba se reportó en Urdesa Central, en Guayaquil, cerca del mismo centro médico que en la noche del 20 de junio sujetos colocarían una bomba en aquel lugar.

#### Julio
- 17 de julio: Ríder Sánchez, candidato a asambleísta por la provincia de Esmeraldas para las elecciones anticipadas de 2023, fue asesinado tras recibir varios impactos de bala al salir de una reunión.[93]
- 22-25 de julio: Durante cuatro días, varios pabellones de la Penitenciaría del Litoral fueron tomados por bandas opuestas. Se contabilizan 31 fallecidos[94] y 137 agentes penitenciarios secuestrados. Al final de la tarde del 25 de julio de 2023, se había logrado la liberación de 120 agentes penitenciarios.[95]
- 23 de julio: El alcalde de Manta, Agustín Intriago Quijano, fue asesinado por hombres armados mientras se encontraba recorriendo barrios de la ciudad. En el ataque también murió una joven deportista de 29 años y otras cuatro personas resultaron heridas.[96]
- 24 de julio: Balacera en Tonchigüe, Esmeraldas, deja dos muertos y cuatro heridos.[97] El 25 de julio, panfletos con amenazas fueron arrojados en edificios de dos medios de comunicación, con consignas contra la paz social.[98]
- 24 de julio: Mediante Decreto Ejecutivo N.º 823, el presidente Guillermo Lasso decreta estado de excepción por grave conmoción interna en todos los centros de privación de libertad que integran el Sistema de Rehabilitación Social a nivel nacional, sin excepción alguna, por el plazo de 60 días.[99]
- 25 de julio: Como retaliación de la incursión de la fuerza pública en la Penitenciaría del Litoral, se produjeron hechos de fuerza en la ciudad: un bus fue incendiado con una bomba molotov, 15 sujetos atacaron un local de electrodomésticos en Isla Trinitaria, en Daule una estación policial recibió un aparato explosivo que hirió a un policía y un automóvil fue incendiado en Nueva Prosperina, vía a Daule.[100] Al mismo tiempo, en Esmeraldas se reportaron actos violentos como la quema de seis automóviles y buses, toma de rehenes de guías penitenciarios y funcionarios y secuestro de tres policías en la Unidad de Policía Comunitaria de La Guacharaca.[101]

#### Agosto
- 9 de agosto: El candidato presidencial para las elecciones anticipadas de 2023, Fernando Villavicencio, fue asesinado a la salida de un mitin político al norte de Quito. En el acto también resultaron heridos una candidata a asambleísta y dos policías, además uno de los sicarios que atacó a Villavicencio murió horas más tarde.
- 16 de agosto: Un carro con cilindros de gas con fuga fue abandonado por desconocidos cerca de una UPC ubicada en las calles Panamá y Víctor Manuel Rendón, en el centro de Guayaquil, en el lugar se escucharon disparos, presuntamente por parte de los sospechosos en un intento de hacer estallar los cilindros, por fortuna no lograron su cometido.[102]
- 20 de agosto: Una balacera se registra en los barrios Chone y La Colectiva, en Esmeraldas, donde se estaban llevando a cabo las Elecciones anticipadas del 2023, obligando a reforzar el patrullaje militar en las instituciones donde se hacían las actas electorales.
- 24 de agosto: En Esmeraldas es detenido un supuesto cabecilla del Frente Oliver Sinisterra, junto a otros cinco miembros.[103]
- 31 de agosto: Dos coches bomba explotaron en las inmediaciones del Servicio Nacional de Atención Integral a Personas Privadas de la Libertad (SNAI), en Quito, siendo calificados por el Gobierno como "atentados terroristas". El ataque no dejó víctimas colaterales.[104]

#### Septiembre
- 8 de septiembre: El concejal electo Bolívar Vera, para el período 2023-2027, del municipio de Durán, fue asesinado el viernes 8, luego de haber sido secuestrado y torturado por criminales ligados al narcotráfico.[105]
- 26 de septiembre: Cinco camionetas ubicadas en una concesionaria al norte de Quito fueron robadas por delicuentes. Debido a que hace un día atrás, la concesionaria se había quedado sin luz, las cámaras no funcionaron. Las pérdidas se estimaron en 150 mil dólares.

#### Octubre
- 1 de octubre: Sujetos lanzaron un artefacto explosivo en el patio de un colegio particular en la cooperativa Unión de Bananeros, al sur de Guayaquil. El artefacto estallaría alrededor de las 21:00 del domingo 1 de octubre, el estallido no dejaría daños materiales ni personas afectadas.
- 7 de octubre: El Servicio Nacional de Atención Integral a Personas Privadas de Libertad (SNAI) reportó que seis ciudadanos de nacionalidad colombiana, implicados en el asesinato de Fernando Villavicencio, fueron encontrados muertos en la Penitenciaría del Litoral, en Guayaquil, donde se encontraban con prisión preventiva por el crimen del excandidato presidencial.[106]
- 12 de octubre: En la madrugada del 12 de octubre, sujetos ingresaron en una vivienda ubicada en una urbanización en Vía a la Costa, norte de Guayaquil y asesinaron a George Samir Maestre Mena, alias Samir, mientras se encontraba dormido en su vivienda, su cuerpo fue hallado tendido en el suelo, con las manos atadas y presentaba un tiro en su cabeza.[107]
- 12 de octubre: Conductores del transporte pesado del Puerto Marítimo paralizan momentáneamente sus actividades para realizar un plantón en la avenida 25 de Julio, al sur de Guayaquil para exigir mayor seguridad, ellos afirmaron ser víctimas de extorsiones.
- 17 de octubre: Pedro Luis Toala Rezabala, conocido como Lagrimita, fue asesinado mientras realizaba una transmisión en vivo en la red social de TikTok, en el exterior de su casa en San Pablo, en Portoviejo, durante el hecho intentó sacar un arma para defenderse, pero sus verdugos lograron dispararle. El hecho quedó captado en una cámara de seguridad.[108]
- 19 de octubre: Un enfrentamiento armado entre delincuentes se reportó en el sector comercial de San Roque, en Quito, mientras se realizaba una feria de productos agrícolas y de mariscos, según datos preliminares se reportaron tres fallecidos.[109]

### 2024
- 1 de enero: Se reporta que en el primer día del 2024, fueron asesinadas alrededor de 50 personas, la cifra más alta de muertes violentas desde el comienzo de la crisis de seguridad. La gran mayoría suscitadas en el cantón Durán.
- 8 de enero: El presidente de Ecuador, Daniel Noboa, declara el Estado de Excepción en el país por la fuga del delincuente Adolfo Macías alias ‘Fito’, líder de la organización criminal 'Los Choneros', la más grande de Ecuador y quien además tiene vínculos con el cártel mexicano de Sinaloa.[110]
- 9 de enero: Durante la emisión del noticiero del mediodía un grupo de encapuchados, presuntamente Los Choneros, ingresaron a las instalaciones del canal TC Televisión, secuestrando a los periodistas, empleados y personal de cámaras. El presidente Daniel Noboa quien previamente envió a la Policía Nacional de Ecuador y el Ejército de Ecuador para liberar y mantener la seguridad en el país, posteriormente declarando un conflicto armado interno.[111][112]
- 17 de enero: El fiscal César Suárez fue asesinado con un total de 20 disparos en Guayaquil mientras se encontraba en su auto. Se cree que fue por sus investigaciones por casos de corrupción en hospitales y el ataque armado al canal TC Televisión
- 18 de enero: En horas de la madrugada, Daniel Salcedo, acusado por lavado de activos y crimen organizado llegó a la Cárcel 4 de Quito tras ser deportado desde Panamá. También fue deportado Álvaro Ponce, exgerente del Hospital Guasmo Sur, acusado por venta ilegal de medicamentos durante la pandemia de Covid 19.
- 19 de enero: En rueda de prensa, la ministra de Seguridad de Argentina, Patricia Bullrich, confirmó la deportación de los familiares de "Alias Fito", que habían sido detenidos la noche anterior. La esposa y los hijos del narcotraficante ecuatoriano se encontraban alojados en un lujoso country en la provincia de Córdoba, que habían adquirido en el mes de noviembre de 2023. Se sospecha que llevaban ahí desde el 5 de enero de 2024. Al llegar a Ecuador, fueron retenidos en la Base Aérea Simón Bolívar en Guayaquil, pero fueron liberados por no existir orden de detención en su contra.[113][114][115][116]

#### Marzo
- 24 de marzo: La alcaldesa de San Vicente, Manabí Brigitte García y el director de comunicaciones del municipio fueron asesinados en horas de la madrugada.
- 29-30-31 de marzo: Durante el feriado de Semana Santa, se registraron cerca de 137 muertes violentas a nivel nacional, convirtiéndose en el feriado más violento de los últimos 5 años.

#### Abril
- 1 de abril: El impuesto al valor agregado (IVA) subió al 15%, dichos fondos, según palabras del presidente Daniel Noboa serán utilizados para el combate al terrorismo en el contexto del conflicto armado interno que vive el Ecuador.
- 17 de abril: José Sánchez, alcalde del cantón Camilo Ponce Enríquez, fue asesinado.[117]
- 19 de abril: Jorge Maldonado, alcalde de Portovelo, fue asesinado.[118]

#### Mayo
- 29 de mayo: Sujetos armados bordo de dos motocicletas y de un automóvil dispararon contra un vehículo en el que se movilizaba en Los Ceibos, en el norte de Guayaquil. En su interior estaba coordinador de seguridad de una empresa portuaria y su custodio, ambos fueron heridos de gravedad. A pesar de presentar heridas de bala, el custodio logró llevar a su acompañante a un hospital privado del norte de la ciudad, en donde activaron el 'Código Plata'.[119]

#### Junio
- 26 de junio: Sujetos armados ingresaron al Aeropuerto Regional de Santa Rosa, en  Santa Rosa en la provincia de El Oro con el objetivo de evitar que una aeronave despegara con lingotes de oro y dinero en efectivo. En ese momento, se produjo un enfrentamiento armado entre los delincuentes y los guardias de seguridad del aeropuerto, mientras que el piloto despegaba para evitar el robo de la mercancía. La aeronave aterriza de emergencia en Guayaquil con diez impactos de bala. El incidente obligó a suspender las operaciones del aeropuerto del Puerto Principal por trece minutos.[120]

#### Julio
- 12 de julio: Tres personas fueron asesinadas y una resultó herida en un ataque a tiros suscitado en una peluquería en el sector de La Roldós, en el norte de Quito en la noche del viernes 12 de julio.[121]
- 15 de julio: Sujetos armados descendieron de motocicletas y un automóvil en el sector de la calle Febres Cordero y avenida del Ejército, cerca del barrio Garay, en el centro de Guayaquil e ingresaron a una vivienda para disparar contra siete personas que se encontraban en su interior. Cinco personas murieron y las otras dos resultaron heridos. El hecho está vinculado presuntamente a un ajuste de cuentas.[122]
- 18 de julio: Una familia de cinco personas, incluida un niño, fueron acribillados dentro de un bus interprovincial en el sector de La Aurora, cerca del cantón Puebloviejo, en la provincia de Los Ríos. El hecho se produjo alrededor de las 20:00.[123]
- 20 de julio: Tres personas asesinadas y dos heridos fue el saldó que dejó una noche violenta en Manta. El primer crimen se produjo en un restaurante, sujetos armados dispararon dispararon contra los visitantes, dos murieron y otros dos resultaron heridos. El segundo crimen se registró en el centro de la urbe, donde sicarios acabaron con la vida a tiros a un conductor que circulaba por la zona.[124]
- 22 de julio: Un padre y su hijo fueron asesinados tras enfrentarse a unos delincuentes que intentaron robar sus pertenencias. El hecho ocurrió en la ciudadela Ibarra, en el sur de Quito. Ellos, junto con su familia venían de llegar de un compromiso social, cuando fueron sorprendidos por los antisociales que pretendían sustraer sus pertenencias.[125]